# Цыкунов, Михаил Данилович
Михаил Данилович Цыкунов (Цикунов) (1895—?) — советский военно-морской деятель, инженерный работник, преподаватель, начальник дизельного отдела Военно-морского инженерного училища им. Ф. Э. Дзержинского, инженер-капитан 1-го ранга (1940).

## Биография
Русский, из семьи рабочих, в РККФ с 28 февраля 1918, в коммунистической партии с 1919. Участвовал в Гражданской войне на Балтийском флоте с 1918 по 1921. В августе 1941 по личной просьбе остался в блокадном Ленинграде на работе в ремонтных мастерских училищах, в которых ремонтировались катера и тральщики, а также производились снаряды для зенитной артиллерии. В тяжёлых условиях зимы 1941 - 1942; отсутствии света, воды, топлива и продовольствия, мастерские по ремонту кораблей справлялись с планом на 120 % - 150 %. Также занимался эвакуацией раненых курсантов и оставшихся семей офицеров училища. После Великой Отечественной войны являлся начальником цикла курсов офицерского состава ВМФ СССР.

### Звания
- Инженер-флагман 3-го ранга (3 ноября 1939);[2][3]
- Инженер-капитан 1-го ранга (8 июня 1940)[4].

### Награды
- Орден Ленина (1945);
- Орден Красного Знамени (1944);
- Орден Красной Звезды (1945);
- Юбилейная медаль «XX лет Рабоче-Крестьянской Красной Армии» (1938);
- Медаль «За трудовое отличие» (1938);
- Медаль «За оборону Ленинграда» (1942);
- Медаль «За победу над Германией в Великой Отечественной войне 1941—1945 гг.» (1945).